# Берет

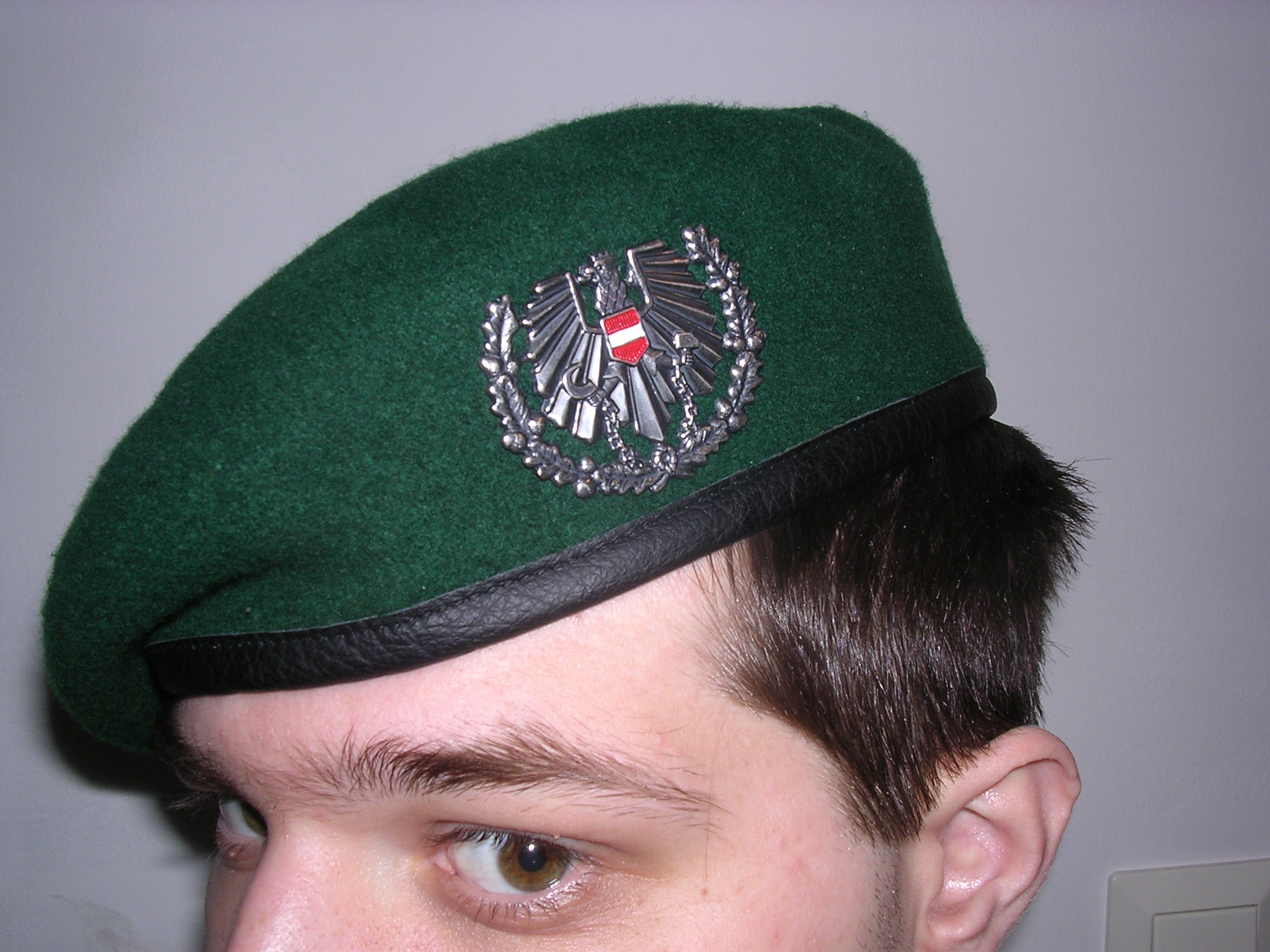
Австрійський військовий берет

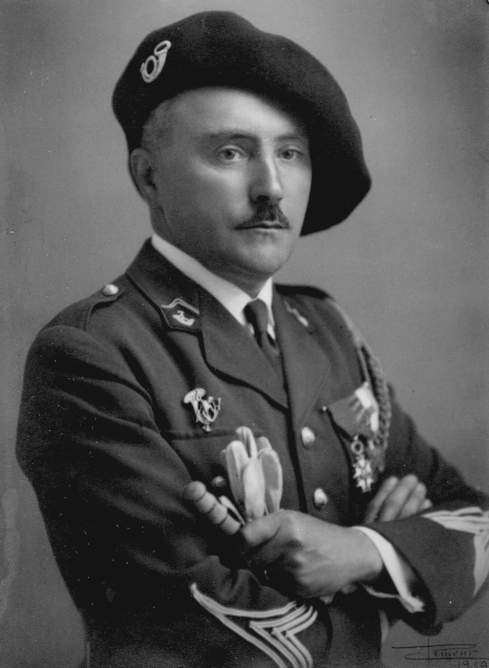
Французький офіцер в береті альпійських стрільців

Бере́т — м'який головний убір без козирка.

## Історія
Археологія та історія мистецтва вказують на те, що головний убір, подібний до сучасного берета, носили з часів бронзової доби на території від північної Європи до стародавнього Криту та Італії, де його носили мінойці, етруски та римляни. Такі головні убори були популярні серед знаті та художників по всій Європі протягом усієї сучасної історії.
Прообразом сучасного берета був, ймовірно, кельтський головний убір. У середні віки берет отримує широке поширення, як серед цивільного населення, так і в армії.
У епоху пізнього середньовіччя з'являються укази про введення військової уніформи, де як основний головний убір фігурує берет.
Популярність берета в Європі почала падати з середини XVII століття з появою треуголки. Берет продовжили носити лише деякі військові підрозділи (шотландці і швейцарська гвардія папи римського).
«Друге народження» берет пережив перед Другою світовою війною, коли його офіційно ввели в танкові війська і деякі технічні підрозділи.
На сьогоднішній час берет є форменим головним убором у більшості армій країн світу. Берети певного кольору є відмітним знаком і гордістю підрозділів особливого призначення (повітряно-десантних, десантно-штурмових, розвідувальних, антитерористичних тощо). Також берет є одним з улюблених головних уборів всіляких неформальних, напіввійськових об'єднань.